# Concha y Sierra
Concha y Sierra es el nombre de una ganadería brava que fue fundada en 1873 por Fernando de la Concha y Sierra y que está inscrita dentro de la Unión de Criadores de Toros de Lidia. Originariamente la ganadería estuvo asentada en las marismas de la provincia de Huelva hasta que, en 2012, fue vendida a un empresario francés quien la trasladó hasta la finca “Domaine de Coste y Haute”, en Saint-Martin-de-Crau (Francia). En octubre de 2021, el matador de toros y ganadero José María López "el cabra", propietario de los afamados cabestros y de la ganadería de “El Uno”, los adquiere para su regreso a España, a la finca El Maquilón, en la localidad guadalajareña de Almoguera.
La ganadería tomó su antigüedad el 10 de abril de 1882, tras lidiar una corrida completa en la Plaza de toros de Madrid. Asimismo, las reses de Concha y Sierra están consideradas como de las pocas que conservan aún, de forma genuina, ascendencia vazqueña.

## Historia de la ganadería
En 1873, el empresario andaluz Fernando de Concha y Sierra se adentra en la aventura de la cría de toros de lidia comprando dos ganaderías de origen vazqueño: la de Francisco Taviel de Andrade y la de Juan Castrillón. Una empresa que mantendrá hasta su muerte, en 1887, cuando le sucederá al frente su viuda, doña Celsa Fontrede quien se casaría en segundas nupcias con el torero Manuel García "El Espartero". Durante estos años la ganadería consigue situarse en un puesto estratégico, consiguiendo que se lidien sus toros en las principales plazas y por parte de los espadas más reclamados del momento, con los que cosecharán grandes triunfos. Así, fue el caso de Vicente Pastor quien consiguió cortar una oreja al toro Carbonero en la Plaza de toros de Madrid.
A la muerte de la ganadera en 1929, la hija de ésta Concepción de Concha y Sierra, viuda de Sarasúa, será la encargada de regentear el hierro familiar, "con éxitos frecuentes y manteniendo los rasgos característicos de la casta". Tras fallecer la ganadera, en 1965, los toros pasarán a nuevos propietarios: sus sobrinos, los hermanos Pareja Obregón. Éstos, a su vez, terminarán por vender la ganadería unos años después al empresario andaluz José Luis Martín Berrocal. Sin embargo no fraguará el negocio ya que éste se desprenderá de la vacada tras vendérsela, en 1969, al también empresario Gabriel Rojas.
Entre 1970 y 1979, la ganadería quedará en manos del consorcio King Ranch España, llegando a sufrir un importante retroceso en su prestigio y en la calidad de los toros. Así, en 1979, con el fin de repuntar y mantener la solera del hierro de Concha y Sierra será el torero Miguel Báez "Litri" quien se haga con la histórica ganadería, pasando a anunciarla como "Toros de Concha y Sierra" y refrescando genéticamente la vacada con toros de la ganadería del Conde de la Corte.

Con el boom económico, el director de la Caja Rural de Andalucía, José Luis García Palacios, adquiría la ganadería al torero onubense y aumentaba el tamaño de la misma al incorporarle más reses, esta vez de la ganadería de los Herederos de don Carlos Núñez y, en 1999, del Marqués de Domecq. Al menos hasta que, en 2002, se hicieran cargo de la ganadería los hijos del banquero andaluz y decidieran recuperar el nombre y el origen de la mítica ganadería, devolviendo la pureza de la sangre a sus reses, de procedencia vazqueña:
La decisión no se basaba en inclinarnos por un encaste o por otro. La decisión fue hacernos con un hierro señero. Nosotros evaluamos con rigor los pros y los contras de comprar Concha y Sierra, pero la oportunidad nos pareció única por distintos motivos. Sabíamos en qué momento estaba; sabíamos dónde nos metíamos, es decir, éramos conscientes de lo que comprábamos y cómo lo comprábamos. Pero también teníamos entre nuestras manos la posibilidad de trabajar con un trozo intenso e importante de la Fiesta, que ha sido leyenda durante más dos siglos. Esa fue, finalmente, una de las razones que nos hizo inclinarnos por ella: y lo cierto es que después nos hemos alegrado bastante. El resto de ganaderías que evaluamos fueron desechadas debido a que queríamos trabajar en exclusividad, y la única que nos brindaba esa exclusividad era lo de Concha y Sierra.
En 2013 saltaba la noticia de la venta de la ganadería a un empresario francés de la industria panificadora, Jean Luc Couturier. En los meses siguientes, se empiezan a trasladar las reses desde las finchas de "El Campillo" y "Dehesa Boyal"; en San Bartolomé de la Torre (Huelva) hasta su nuevo destino, en la campiña francesa, en una finca próxima a la ciudad de Arlés (Francia). A finales de 2021, esta joya genética regresa a España, después de adquirirla el matador de toros y ganadero José María López, famoso por ser propietario de los bueyes de El Uno y la ganadería con el mismo nombre. Los famosos "Conchaysierras" pastan ya en "El Maquilón", finca que se asienta entre los términos de Almoguera (Guadalajara) y Estremera (Madrid), donde espera volver a la senda del triunfo que nunca debió abandonar.

### Características
Los toros de la ganadería de Concha y Sierra son de una minoría genética dentro del campo bravo español ya que su procedencia se consagra dentro de la casta vazqueña, cuyo origen se remonta al siglo XVIII y del cual apenas se mantienen ganaderías con este origen. Según la legislación española, las reses de este hierro están caracterizadas por los siguientes rasgos zootécnicos:
- Reses de talla media, muy carifoscas, anchas y con la piel un poco más gruesa que el conjunto de los ejemplares de la raza de lidia.
- Las extremidades son gruesas y más bien cortas.
- Las encornaduras presentan buen grado de desarrollo.
- Los ejemplares pertenecientes a esta casta destacan principalmente por su variedad de pelajes, dándose todos los grupos de pintas presentes en la raza de lidia (ensabanados, jaboneros, melocotones, colorados, castaños, tostados, cárdenos, sardos, salineros, berrendos y negros).
- Derivados directamente de la casta vazqueña, subsisten en la actualidad dos líneas, la de «Concha y Sierra», más cornalones y cornialtos, y la de «Veragua», con encornaduras en gancho y de menor longitud.

### Toros célebres
- Barbero, lidiado el 21 de junio de 1917 en la Plaza de toros de Madrid por Juan Belmonte, al que realizó la que está considerada una de las mejores faenas de su carrera.[8]
- Farolero, número 52, cárdeno, lidiado el 18 de mayo de 1941 en la Plaza de toros de Las Ventas y que provocó la muerte del torero Pascual Márquez tras herirlo en el pulmón izquierdo.[9]

- Deseado, lidiado el 1 de agosto de 2021 por Adrien Salenc en la feria de Istres, que fue premiado con una gran ovación en el arrastre.[10]
- Sorprendedor, número 15, colorado, bragado, careto y coliblanco. Fue lidiado por Calerito en Torres de la Alameda (Madrid) el 12 de marzo de 2023 durante la Copa Chenel y se le premió con la vuelta al ruedo en el arrastre por su gran juego El matador le cortó las dos orejas.